# Pozorrubielos de la Mancha
Pozorrubielos de la Mancha és un municipi de la província de Conca, a la comunitat autònoma de Castella-La Manxa. Forma part de la comarca de La Manchuela. Limita amb els municipis de Villanueva de la Jara, El Peral, Motilla del Palancar, Valhermoso de la Fuente, Alarcón, Tébar i El Picazo.

## Demografia
| 1991 |  | 1996 |  | 2001 |  | 2004 |
| ---- |  | ---- |  | ---- |  | ---- |
| 322  |  | 299  |  | 284  |  | 276  |

### Població per pobles
| 1ª | Rubielos Bajos | 248 |
| 2ª | Rubielos Altos | 37  |
| 3ª | Pozoseco       | 32  |